# Hajjah
Hajjah là một thành phố thuộc tỉnh Hajjah, Yemen. Đến thời điểm năm 2003, thành phố này có dân số 53887 người